# Comité public contre la torture en Israël
Le Comité public contre la torture en Israël (anglais : Public Committee Against Torture in Israel, PCATI) est une organisation non gouvernementale israélienne fondée en 1990 en réaction à la politique gouvernementale qui autorisait alors l'usage systématique de la torture et des mauvais traitements lors des interrogatoires par le General Security Service (GSS),.
Elle est devenue célèbre pour avoir été l'une des parties civiles, aux côtés de l'Association for Civil Rights in Israel, et Hamoked, le Centre de défense des individus, lors du procès de 1999 tenu devant la Haute Cour de justice, où celle-ci interdit l'usage de la torture au General Security Service (GSS, plus connu sous le nom de Shin Bet).

## L'arrêt de 1999
La décision de la Haute Cour de Justice de 1999 affirmait, en substance, que le droit en vigueur concernant les interrogatoires était le même pour la police ordinaire et les services de renseignement, et que celui-ci prohibait l'usage de la torture. Prenant en compte aussi bien les impératifs de sécurité du pays que l'impératif démocratique d'un contrôle juridictionnel des actions du gouvernement, la Cour affirmait toutefois que si aucune mesure administrative ex ante ne pouvait légaliser la torture, seule une loi pouvant le faire, elle demeurait prête à admettre ex post l'excuse de « défense nécessaire » (necessity defense) dans des cas où l'urgence de la situation aurait poussé l'agent gouvernemental à faire usage de tels méthodes (scénario de la bombe à retardement), et ce dans le cadre d'un procès au pénal (l'excuse ne pourrait pas servir au civil).
Toutefois, un rapport de 2001 du PCATI et d'autres organisations (dont l'Organisation mondiale contre la torture, basée en Suisse) affirmait avoir eu connaissance d'une vingtaine de cas de torture entre la décision de 1999 et 2001 (dates entre lesquelles la Seconde Intifada a commencé), en contradiction flagrante avec l'arrêt de la Cour suprême.

## L'arrêt de 2005
Le PCATI a soumis une autre question à la Haute Cour de justice, examinée en décembre 2005, concernant les « assassinats ciblés » pratiqués par l'armée israélienne dans le cadre de la Seconde Intifada (HCJ 769/02, Comité public contre la torture en Israël contre Israël). Réitérant le jugement du président de la Cour suprême Aharon Barak lors de l'arrêt sur la torture, la Cour affirma d'abord qu'« une démocratie doit se battre avec une main liée derrière le dos », respectant le droit, y compris le droit international dans le cadre du conflit israélo-palestinien. Considérant que les personnes s'engageant dans des actes de terrorisme sont des civils qui, par leurs actes d'hostilité, abandonnent leurs droits à la protection due aux civils en temps de guerre, mais ne peuvent pas pour autant se prévaloir des droits accordés aux combattants, elle conclut finalement que la pratique des assassinats ciblés doit être évaluée, sur le plan juridique, au cas par cas: il n'est possible ni de les déclarer en avance et de façon générale légaux, ni de les considérer de manière générale et ex ante comme illégaux. A. Barak fit cependant une allusion claire, lors de cet arrêt, à l'affaire Salah Shehadeh, suspendue en mars 2004 en raison de l'examen de la politique des assassinats ciblés, en affirmant que si on pouvait prévoir qu'un grand nombre de civils seraient tués en raison de l'opération, celle-ci serait illégale.

## La situation aujourd'hui
Dans son rapport de septembre-octobre 2008, fait à l'attention du Comité de l'ONU contre la torture, le PCATI souligne la perdurance des faits de torture et de traitements cruels, inhumains et dégradants par le GSS et d'autres forces de l'ordre ,.
Les personnes détenues par les autorités israéliennes font parfois appel, au moment même de leur détention, au PCATI. Dans son arrêt de 1999, la Cour suprême soulignait ainsi qu'elle était parfois amenée à exercer son pouvoir de contrôle juridictionnel au moment même de l'exercice des faits.
Appelées « mesures spéciales » par le GSS, celles-ci sont le plus souvent légitimées a posteriori au nom de la nécessité, le bureau du procureur général refusant d'ouvrir les poursuites contre l'interrogateur ou ses supérieurs. Dans cette logique, le PCATI a fait paraître un rapport détaillant le système judiciaire et militaire israélien permettant l'utilisation continue et impunie de la torture par le Shin Bet. Ce rapport intitulé "Accountability Denied" et publié en 2009 a pris le nom de "l'Impunité Toujours d'Actualité" lors de sa mise à jour en 2012.
L'organisation a déterminé, au cours de ses travaux de recherches, les différentes méthodes de torture et traitements cruels inhumains ou dégradant utilisés par le Shin Bet.
Ainsi, le PCATI s'est élevé en particulier contre la loi de 2002 sur les « combattants illégaux », qui permet leur détention administrative durant des périodes renouvelables de six mois. Selon l'association, ce type de détention à longue durée constitue un cas de traitements inhumains et dégradants.
En avril 2008, le PCATI s'est penché sur l'utilisation par le Shin Bet des membres de la famille des détenus afin d'exercer des pressions psychologiques contre ceux-ci. Conséquemment le PCATI a publié un rapport détaillant ces méthodes, qui fut par la suite mis à jour en 2012.
En 2009, l'organisation publiait un rapport intitulé "Shackling as a Form of Torture and Abuse" accusant l'État d'Israël de torturer des centaines de palestiniens en les menottant, utilisant une méthode violant les standards internationaux de protection en la matière. Le rapport dénonçait également le refus d'Israël d'autoriser au Comité international de la Croix-Rouge la visite du centre de détention 1391, une prison secrète souvent appelée le "Guántanamo" israélien.

## Administration du PCATI
Le secrétaire général du PCATI est le professeur Gideon Freudenthal. Le comité de direction (board of directors) inclut Avigdor Feldman, qui a été l'avocat de Mordechai Vanunu ; l'avocat Shlomo Lecker; le professeur Avishai Ehrlich ; l'avocate Leah Tsemel ; Hannah Friedman ; Ron Gerlitz ; Gaby Wexler ; Neta Hailan et Tami Molad-Hayu.
Les fonds du PCATI sont divers, provenant à la fois d'Organisations Internationales et d'Organisations Non Gouvernementales.
Le PCATI est soutenu par : 
- Organisations Internationales : 
  - L'Organisation des Nations unies et plus spécifiquement le Fond Volontaire des Nations unies pour les Victimes de Torture et le Programme des Nations unies pour le développement
  - L'Union européenne et plus spécifiquement la Commission européenne en partenariat avec le Conseil de l'Europe dans le cadre de l'Initiative européenne pour la démocratie et les droits de l'homme
- Organisations Non Gouvernementales :
  - The New Israel Fund (en)
  - The Sigrid Rausing Trust
  - The NGO Development Center
  - Kvina Till Kvina
  - The Catholic Organisation for Relief and Development Aid (Cordaid (en))